# Eublemma tytrocoides
Eublemma tytrocoides is een vlinder van de familie van de spinneruilen (Erebidae). De wetenschappelijke naam van deze soort is voor het eerst voorgesteld door Hermann Hacker en Axel Hausmann in een publicatie uit 2010.
De soort komt voor in Mauritanië, Burkina Faso en Togo.